# Кладовая башня
Кладовая башня — круглая башня Нижегородского кремля. Расположена в нагорной части между Дмитриевской и Никольской башнями, у начала Зеленского съезда. Постоянное использование башни под склады военного и гражданского имущества обусловило её нынешнее название.

## История

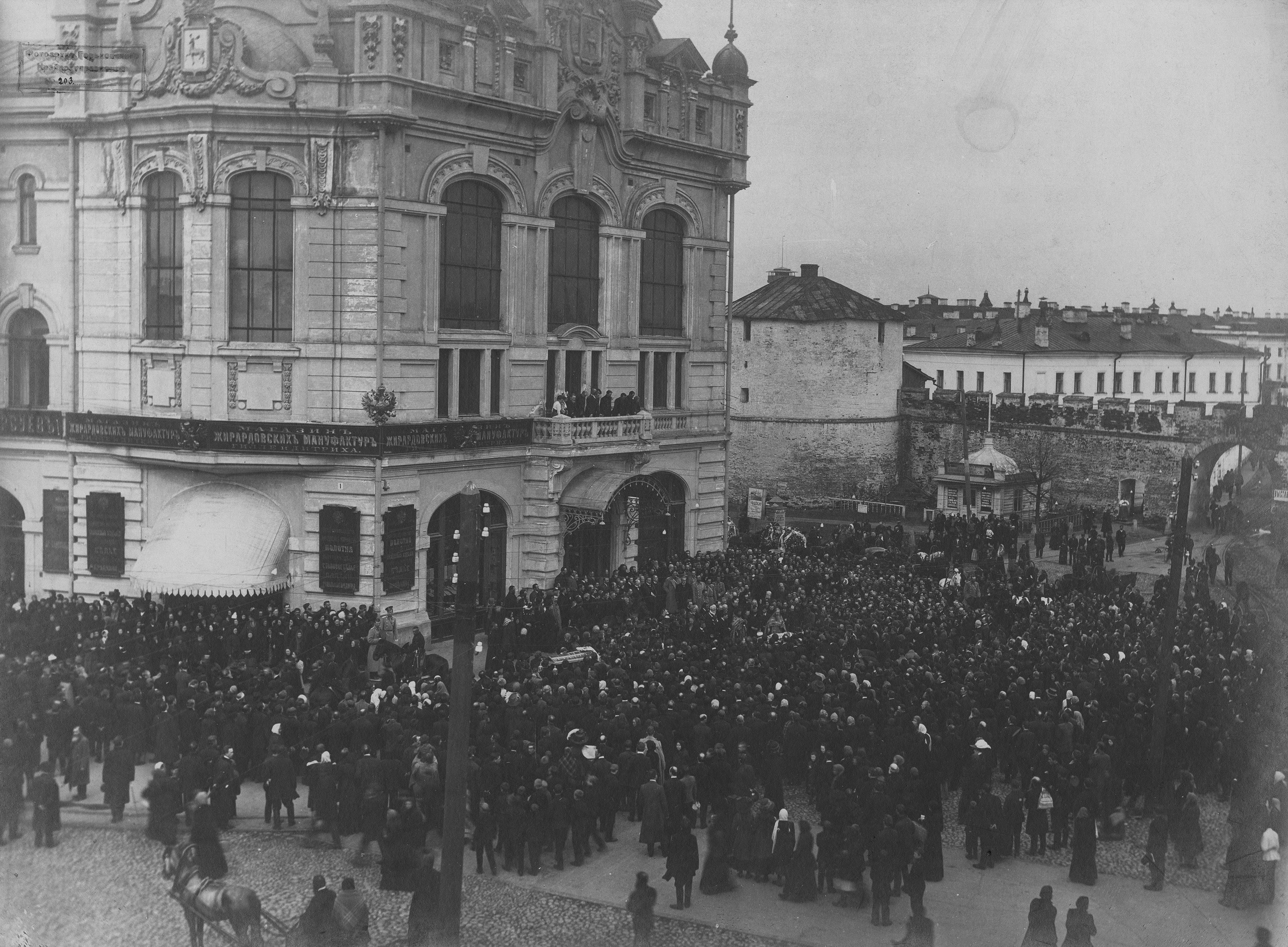
Кладовая башня (на заднем плане) в 1911 году

По сообщению Соликамского летописца, башня была заложена 1 сентября 1500 года и обозначена как «Тверская». Известно только ещё единственное упоминание этого названия в Городовой росписи 1662 года: «Алексеевская — Тверская тож». Предполагается, что название происходит от участия в строительстве тверских мастеров. В XVII—XVIII веках башня известна как «Алексеевская», по церкви святого митрополита Алексея, выстроенной неподалёку (не сохранилась). Так как в начале XVIII века в башне хранился большой запас артиллерийского вооружения и припасов, а также инструменты каменщиков, то за ней закрепилось нынешнее название — «Кладовая». В XVIII—XIX веках башня была приспособлена под склад; отсюда появилось ещё одно её название — «Цейхгаузная» (нем. Zeughaus — «военный склад»).
В 1785—1786 годах в Кладовой башне были расширены бойницы третьего яруса. На верхнем ярусе были оборудованы окна в трёх больших бойницах, а остальные проёмы заложены. В 1807 году башня сильно пострадала от пожара, после чего её высоту уменьшили на 70 см. В 1834—1837 годах башня оказалась погребена в земле на 2—2,5 м, к чему привела засыпка сухого рва перед нагорной частью кремля. В XIX веке в нижнем, теперь подземном, ярусе башни хранилось гарное масло, используемое для освещения городских улиц. Для вентиляции этого помещения в местах соприкосновения башни и стен были оборудованы полукруглые колодцы, прикрытые полушатровыми крышами. В XIX веке башня, как и весь кремль, имела побелку известью. Остатки её видны до сих пор, как и красная штукатурка советского периода на одном из соседних прясел. В 1889 году помещения башни занял архив документов, собранных Нижегородской учёной архивной комиссией. Этот архив значительно пострадал во время пожара 1923 года.
В процессе реставрации кремля 1953 года были восстановлены бойницы, зубцы, кровля и разрушенные участки наружной облицовки. Кроме того, были восстановлены вентиляционные колодцы, которые прикрыли железной сеткой, позволявшей увидеть бойницы нижнего яруса и изначальный уровень поверхности перед башней.
С 1973 года в нижнем ярусе башни появился дегустационный зал, который позже преобразовался в историческое кафе, а затем в бар «Кладовая башня». Передача частному лицу башни привела к многочисленным искажениям её внешнего и внутреннего облика: остекление бойниц, шлифовка кирпичных стен, применение краски, подвод коммуникаций, устройство инородного наружного оформления и интерьера. Со временем бар захватил и прилегающую часть боевого хода. Участок был отгорожен, сооружён потолок, сделано остекление, появилась барная стойка, появилось электрическое оборудование. В итоге башня утратила значительную часть исторической ценности и оказалась вычеркнутой из экскурсионной сферы.

## Конструкция и вооружение
Кладовая башня имеет четыре яруса. Так как внутренний уровень поверхности в кремле здесь был выше на 2—3 м, то вход в башню расположен на уровне второго яруса. Перед башней был вырыт ров глубиной 2—3 м. Но помещение нижнего яруса было ещё заглублено ниже дна рва до половины своей высоты. Два нижних яруса перекрыты кирпичными купольными сводами, причём верхнее является более высоким. Оба яруса снабжены каждый только двумя боковыми бойницами, позволявшими вести прострел вдоль прясел («для очищенья»). Бойниц в этих ярусах, направленных в поле, на самой башне не было (по методу капонира), но такие имеются на этих уровнях в казематах, расположенных рядом, в пряслах. Образовавшаяся спереди мёртвая зона простреливалась с соседних Дмитриевской и Никольской башен. Третий ярус оборудован ещё одной бойницей, направленной в поле (то есть всего три). Он имеет выход на боевой ход стены и деревянное перекрытие. Четвёртым является бой с зубцов. Зубцов всего 12, а между ними 11 больших бойниц. В пяти зубцах имеются малые бойницы. С тыла башни зубцов нет — там глухая стена (сейчас имеется одно окно). Башня была перекрыта обычным деревянным шатром.
На вооружении Кладовой башни в 1621 году имелась одна одна медная пищаль. В 1663 году — «полуторная» медная пищаль «казанская». В 1703 году имелась одна «пищаль гладкая в станку», то есть на лафете, и две «пищали затинных», то есть больших крепостных ружей, по-другому, гаковниц.